# Sharlto Copley
Sharlto Copley (Pretoria, 27. studenoga 1973.) južnoafrički je glumac. Najpoznatiji je po ulozi Wikusa van der Merwea u znanstveno-fantastičnom filmu nominiranom za Oscara, Okrug 9. Također je glumio Howling Mad Mudrocka u filmu A-Team iz 2010., te Agenta M. Krugera u znanstveno-fantastičnom filmu Elysium. Sharlto je oženjen južnoafričkom glumicom Tanit Phoenix.

## Filmografija
| Godina | Film               | Uloga               |
| ------ | ------------------ | ------------------- |
| 2006.  | Yellow             | Vojnik              |
| 2006.  | Alive in Jogburg   | Snajperist          |
| 2009.  | Okrug 9            | Wikus van der Merwe |
| 2010.  | Wikus and Charlize | Wikus van der Merwe |
| 2010.  | A-Team             | Howling Mad Mudrock |
| 2013.  | Europa Report      | James Corrigan      |
| 2013.  | Elysium            | Agent C.M. Kruger   |
| 2013   | Oldboy             | Adrian Pryce        |
| 2013.  | Open Grave         | John                |